# Madinani
Madinani est une ville du nord de la Côte d'Ivoire. Elle est située entre Odienné (environ 80 km) et Boundiali (environ 57 km). C'est un chef-lieu de préfecture de la région du Kabadougou et du département de Madinani.
La population est essentiellement constituée de Malinkés et de Sénoufos. le département compte environ 50 800 habitants pour une superficie de 3 445 km2, soit une densité moyenne de 15 habitants au km².

### Situation

Carte de la région de Madinani, au nord de la Côte d'Ivoire

## Géographie

### Relief
Près de Madinani se trouve une chaîne montagneuse dont le point culminant atteint 894 m.

## Histoire

### Langues
Depuis l'indépendance, la langue officielle dans toute la Côte d'Ivoire est le français. La langue véhiculaire, parlée et comprise par la majeure partie de la population, est le dioula mais celle-ci est d’origine senoufo appartenant au sous groupe gbatô(Pkatoré)

## Administration
| Période                                  | Période  | Identité        | Étiquette | Qualité         |
| ---------------------------------------- | -------- | --------------- | --------- | --------------- |
| Les données manquantes sont à compléter. |          |                 |           |                 |
| 2013                                     |          | DOUMBIA Adama   | RDR       | Homme politique |
| décembre 2016                            | En cours | KONE Tiessibiri | RDR       | Pharmacien      |

## Société

### Santé
Le département compte un hôpital à Madinani, cinq centres de santé ruraux (Kokoun, Ngoloblasso, Zeguetiela, Koroumba et Fengolo). Il n'y a qu'un seul médecin dans le département. On trouve à Madinani un centre de dépistage du sida.